# Фридрих Фердинанд фон дер Лайен
Фридрих Фердинанд Франц Антон фон дер Лайен цу Хоенгеролдсек (на немски: Friedrich Ferdinand Franz Anton von der Leyen und zu Hohengeroldseck; * 7 януари 1709 в Кобленц; † 16 февруари 1760 в Кобленц) от род „фон дер Лайен“ е имперски граф на Хоенгеролдсек (1739 – 1760).
Той е син на имперски граф Карл Каспар Франц фон дер Лайен (1655 – 1739) и Мария София фон Шьонборн (1670 – 1742), дъщеря на държавния министър на Курфюрство Майнц граф Мелхиор Фридрих фон Шьонборн-Буххайм (1644 – 1717) и фрайин Мария Анна София фон Бойнебург (1652 – 1726).
През 1733 г. баща му се отказва за сметка на син му Фридрих Фердинанд от господствата Близкастел, Мюнхвайлер и Бурвайлер в Рейнланд-Пфалц. През 1734 г. се основава желязна фабрика в Санкт Ингберт и през 1739 г. той мести резиденцията си в Кобленц.
През 1759 г. той става рицар на австрийския Орден на Златното руно.
Внук му Филип фон дер Лайен (1766 – 1829) е издигнат на 12 юли 1806 г. на княз на Княжеството фон дер Лайен.

## Фамилия
Фридрих Фердинанд се жени на 18 октомври 1733 г. в Бреслау за графиня Мария Ева Шарлота Августа фон Глайхен-Хатцфелд (* 6 юли 1715, Бреслау; † 26 юли 1774, Спа), дъщеря на граф Франц фон Глайхен и Хатцфелд (1676 – 1738) и графиня Анна Шарлота Елизабет фон Щадион (1689 – 1763). Те имат четири деца:
- София Шарлота Мария Анна Валпурга (* 14 декември 1735, Кобленц; † 9 февруари 1807, Хиленредт до Венло), омъжена на 4 август 1762 г. в Кобленц за граф и маркиз Лотар-Франц Вилхелм Хайнрих Хиацинт Виктор фон и цу Хоенсброех (* 30 декември 1722, Хоенсброек; † 20 август 1796, Хоенсброек)
- Франц Георг Карл Антон (* 26 август 1736, Кобленц; † 26 септември 1775, Близкастел), имперски граф, женен на 15 септември 1765 г. в Майнц за фрайин Мария Анна Хелена Йозефина фон Вормс-Далберг (* 21/31 март 1745, Майнц; † 10 юли 1804, Франкфурт на Майн)
- Дамиан Фридрих Филип Франц (* 3 януари 1738; † 5 септември 1817, Майнц или Вюрцбург)
- Франц Ервин Карл Каспар (* 31 декември 1741, Кобленц; † 5 февруари 1809, Майнц или Вюрцбург)